# Advent of Code
Advent of Code (pol. Adwent Kodu) to coroczny zestaw wyzwań programistycznych o tematyce bożonarodzeniowej, które pokrywają się czasowo z kalendarzem adwentowym. Pierwsza edycja wydarzenia odbyła się w 2015 roku.
Zagadki programistyczne wymagają szerokiego spektrum umiejętności, a ich poziom trudności wzrasta wraz z każdym kolejnym dniem. Można je rozwiązać przy użyciu dowolnego języka programowania. Uczestnicy rywalizują również między sobą w globalnych i prywatnych rankingach.
Twórcą wydarzenia jest programista Eric Wastl.

## Historia
Advent of Code zostało stworzone przez Erica Wastla, który pozostaje jedynym opiekunem projektu.
Wydarzenie rozpoczęło się 1 grudnia 2015 r. Do północy EST ( UTC-05:00, w Polsce 6:00 rano czasu zimowego) na wydarzenie zapisało się 81 osób, nieco przekraczając planowaną przez autora liczbę 70 uczestników. W ciągu 12 godzin dołączyło około 4000 osób, niemal powodując awarię systemu. Po 48 godzinach było to już około 15000 osób, a pod koniec wydarzenia w 2015 roku liczba ta wzrosła do 52000.
W 2020 roku, prawdopodobnie w związku z wybuchem pandemii COVID-19, wydarzenie odnotowało 50% wzrost ruchu, z wynikiem ponad 180000 uczestników na całym świecie.
4 grudnia 2022 roku Wastl poinformował, że projekt osiągnął kamień milowy jednego miliona zarejestrowanych użytkowników.

## Zagadki
Łamigłówki składają się z dwóch części. Poprawne rozwiązanie pierwszej części zagadki odsłania jej drugą część. Uczestnicy zdobywają jedną złotą gwiazdkę za każdą ukończoną część, co daje łącznie dwie gwiazdki dziennie i pięćdziesiąt gwiazdek rocznie.
Każda łamigłówka zawiera fragment fikcyjnej opowieści, która jest taka sama dla wszystkich uczestników, ale każda osoba otrzymuje inne dane wejściowe, przez co rozwiązanie powinno wygenerować inny poprawny wynik.
Łamigłówki są odkrywane codziennie od 1 do 25 grudnia o północy EST. Nie ma limitu czasu na ukończenie zagadek, a zagadki z wydarzeń z poprzednich lat pozostają widoczne do rozwiązania również po zakończeniu wydarzenia.
Niektórzy uczestnicy korzystają z narzędzi, takich jak GitHub Copilot i ChatGPT, aby pomóc innym w rozwiązywaniu zagadek.

## Przygotowania
Zgodnie z komentarzem w kodzie HTML projektu na każdej stronie wydarzenia, Advent of Code wykorzystuje do działania silnik napisany w języku Perl. Autor twierdzi, że sam stworzył niemal całą witrynę, w tym projekt, animacje, opowieści i łamigłówki. (usługi zewnętrzne są wykorzystywane w zakresie uwierzytelniania, analiz i integracji z mediami społecznościowymi.)
Każdego roku Eric Wastl z wyprzedzeniem tworzy i testuje 25 zagadek. Zajmuje mu to 4-5 miesięcy pracy każdego roku.